# Grand Prix automobile d'Émilie-Romagne 2023
GP précédent GP suivant
Le Grand Prix automobile d'Émilie-Romagne 2023 (Formula Qatar Airways Grand Premio del Made in Italy e dell'Emilia-Romagna 2023) prévu le 21 mai 2023 sur l'Autodromo Enzo e Dino Ferrari d'Imola devait être la 1085e épreuve du championnat du monde de Formule 1. Il devait s'agir de la quatrième édition du Grand Prix d'Émilie-Romagne et de la sixième manche du championnat 2023.
Dans la semaine du Grand Prix, la région d'Émilie-Romagne est frappée par un important épisode pluvial classé rouge par la protection civile italienne. Des inondations se produisent le mardi et la crue de la rivière Santerno conduit à l'évacuation du personnel de l'autodromo Enzo e Dino Ferrari.
En conséquence des inondations frappant la région, la Formule 1 annonce, le 17 mai, que le Grand Prix d'Émilie-Romagne 2023 est annulé.

## Annulation du Grand Prix
Le 17 mai en début d'après-midi, la Formule 1 annonce : « À la suite de discussions entre la Formule 1, le Président de la FIA, les autorités compétentes - dont les ministères concernés, l'Automobile Club d'Italie, le président de la région Émilie-Romagne, le maire de la ville et le promoteur de la course - la décision a été prise de ne pas organiser de Grand Prix ce weekend à Imola. »
Alors que le personnel des écuries présent et les autres personnes ont été évacuées en début de semaine du périmètre du circuit compte tenu des fortes pluies et des inondations, nul n'était autorisé à revenir ou à se rendre sur les lieux au moment où l'annulation a été prononcée. 
La direction de la Formule 1 explique : « La décision a été prise car il n'est pas possible d'organiser de manière sécurisée l'évènement, à la fois pour les fans, les équipes et notre personnel. C'est la chose responsable à faire étant donné la situation dans les villes de la région. Il ne serait pas juste et prudent de mettre plus de pression sur les autorités locales et les services d'urgence dans ces moments difficiles. »
Stefano Domenicali, président de la Formule 1 et originaire de la région, précise « La décision qui a été prise est la bonne pour tous les membres de cette communauté et la famille de la Formule 1 car nous devons, avant tout, assurer la sécurité et ne pas être un fardeau supplémentaire pour les autorités qui doivent déjà gérer une situation terrible. »
Les organisateurs ont confirmé que les fans pourront choisir d'être remboursés ou auront la possibilité d’utiliser leurs billets pour l'édition 2024 de la course.

## Soutiens à la région
Ferrari annonce faire un don d'un million d'euros après les fortes inondations dans la région : « Ferrari soutient la communauté touchée par les inondations et fait un don de 1 million d'euros à l'Agence pour la sécurité territoriale et la protection civile de la région d'Émilie-Romagne, en rejoignant la campagne de collecte de fonds régionale. »
À l'instar de Ferrari, la Formule 1 annonce faire également un don d'un million d'euros à la région d'Émilie-Romagne.
F1 Authentics, associé à Pirelli, Ferrari Trento, l'Automobile Club d'Italie et Formula Imola, vend aux enchères, du 27 mai au 6 juin, plusieurs articles pour collecter des fonds pour aider la région sinistrée. Ainsi, Pirelli a fait don du trophée de la pole position signé pour l'occasion par les vingt pilotes. Ferrari Trento offre la bouteille officielle de vin mousseux du podium, également signée par tous les pilotes tandis que l'Automobile Club d'Italia et la Formula Imola donnent les trophées destinés à être remis sur le podium.